# Adrien Zeller

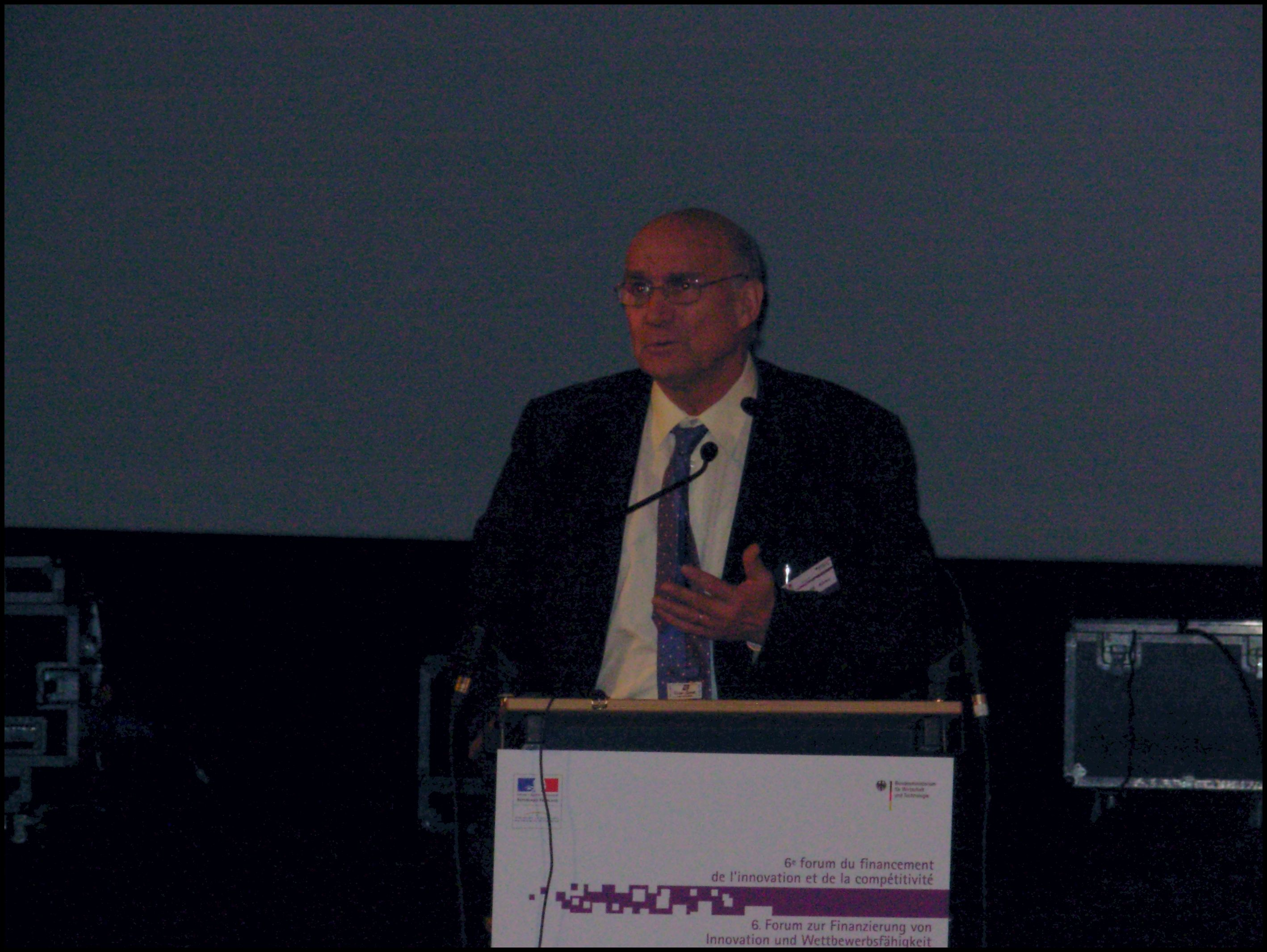
Adrien Zeller en el "6e forum du financement de l'innovation et de la compétivité", Estrasburgo, 14 de diciembre de 2006.

Adrien Zeller (2 de abril de 1940 en Saverne, Bajo Rin - 22 de agosto de 2009) fue un político alsaciano. Fue miembro de la UMP.
Era ingeniero agrónomo de formación. Ha sido diputado de la UDF en la Asamblea Nacional de Francia por el Bajo Rin desde 1973. Ha sido secretario general de empleo (1986-1988), alcalde de Saverne (1977-2001) y eurodiputado (1989-1992).
En 1996 sustituyó a Marcel Rudloff como presidente del Consejo Regional de Alsacia. Fue el único presidente de derechas, con el de Córsega, en haber conseguido ser reelegido en 2004 tras los comicios regionales.